# Standard Motor Interface
 (avril 2020).
Si vous disposez d'ouvrages ou d'articles de référence ou si vous connaissez des sites web de qualité traitant du thème abordé ici, merci de compléter l'article en donnant les références utiles à sa vérifiabilité et en les liant à la section « Notes et références ».
Standard Motor Interface (SMI) est un bus de terrain pour l'automatisation des bâtiments dédié aux moteurs pilotant les brise soleil orientables, volets roulant, stores, fenêtres de toit... Il a été pensé pour s'interconnecter avec les bus traditionnels du bâtiment comme KNX et LON.

## Historique
Ce bus a été conçu à l'origine essentiellement par des sociétés allemande et suisse afin de pouvoir interconnecter des actionneurs et contrôleurs de plusieurs marques.

## Support physique
Il existe deux versions du bus : SMI et SMI LoVo. 
SMI est basé sur le 230VAC (tension du réseau de distribution) alors que SMI LoVo (LowVoltage) fonctionne en 24VDC.
SMI utilise deux cables standards d'installation électrique basse tension ajoutés aux cables d'alimentation pour propager les données. Ces cables peuvent aussi servir pour envoyer des commandes en mode tout ou rien à la tension de fonctionnement des actionneurs.
| Cable type/couleur 5G | Cable type/couleur 4X | Usage         |
| --------------------- | --------------------- | ------------- |
| Bleu                  | Bleu                  | N Neutre      |
| Brun                  | Brun                  | L Phase       |
| Noir                  | Noir                  | I+ Control +  |
| Gris                  | Gris                  | I- Control -  |
| Vert/Jaune            | -                     | PE Protection |

Une ligne (appelée Channel) peut recevoir jusqu'à 16 actionneurs branchés en parallèle sur les câbles du bus et ne peut dépasser 200 m de long. 
Des contrôleurs (Maître) peuvent contrôler plusieurs lignes et font l'interconnection avec le bus du bâtiment. 

### Veille
Certains contrôleurs peuvent être équipés d'un mode "veille" qui déconnecte les moteurs lorsqu'ils sont au repos et évite que l'électronique des moteurs consomme inutilement du courant en attendant de recevoir un ordre. La norme définit un temps de réveil de 2 secondes au maximum.